# Льодовий бур ДГІ-7
Льодовий бур ДГІ-7 — гідрометричний прилад, призначений для вимірювання значної товщини льоду на водомірних постах. Цей прилад здатний утворювати на поверхні льоду лунки, дає можливість спостереження за зрізом льодової товщі.

## Будова
Льодовий бур ДГІ-7 має свердло діаметром 7 см. Льодомірна рейка, яка входить в комплект цього бура, так само як і у льодовому бурі ДГІ-47 має поділки через 1 см, однак її нижній кінець зігнуто під прямим кутом.

## Можливості
Товщина свердла дозволяє робити лунки, з яких можна виміряти не лише товщину льоду, а й визначити глибини промірними пристроями, а також — виміряти температуру водним термометром.

## Різновиди
- Льодовий бур ДГІ-47
- Механізований льодовий бур ГР-54